# میراندا (فیلم ۲۰۰۲)
میراندا (انگلیسی: Miranda) فیلمی بریتانیایی در سبک کمدی است که در سال ۲۰۰۲ منتشر شد. از بازیگران آن می‌توان به کریستینا ریچی، کایل مک‌لاکلن، جان سیم و جان هرت اشاره کرد.